# A Detroit Falcons játékosainak listája
A Detroit Falcons egy profi jégkorongcsapat volt a National Hockey League-ben 1930 és 1932 között. A Detroit Falcons a jelenleg is létező Detroit Red Wings jogelődje volt. Ez a lista azokat a játékosokat tartalmazza, akik legalább egy mérkőzésen pályára léptek a csapat színeiben.

Tartalom: 
| Ábécé szerinti tartalomjegyzék                      |
| --------------------------------------------------- |
| A B C D E F G H I J K L M N O P Q R S T U V W X Y Z |

## A
- Larry Aurie,

## C
- Frank Carson,
- Alec Connell,
- Carson Cooper,
- Danny Cox,
- Jimmy Creighton,

## D
- Dolly Dolson,

## E
- Hap Emms,
- Stewart Evans,

## F
- Tommy Filmore,
- Frank Fredrickson,

## G
- Art Gagne,
- Leroy Goldsworthy,
- Ebbie Goodfellow,

## H
- George Hay,
- Henry Hicks,

## I
- Peter Ing,

## K
- Hec Kilrea,

## L
- Herbie Lewis,

## M
- Stan McCabe,
- Bert McInenly,

## N
- John Newman,
- Reg Noble,

## P
- Victor Posa,

## R
- Harvey Rockburn,

## S
- Alex Smith,
- John Sorrell,
- Frank Steele,

## Y
- Doug Young,